# Меніспермові
Меніспермові (лат. Menispermaceae) — родина дводольних рослин, яка входить в порядок Жовтецевоцвіті, що включає в себе 70 родів і близько 450 видів.
Коріння, кора і плоди багатьох рослин містять гіркоти і отруйні фізіологічно активні алкалоїди (берберин, коклаурин, тетрандрин, даурицин, тубокурарини та ін).
Представники родини поширені в тропічних і субтропічних областях планети. Особливо багато в Південно-Східній Азії, тропічній Африці і в Південній Америці. Лише деякі представники родини (види родів Menispermum і Cocculus) заходять в помірні широти північної та південної півкуль.
В околицях Харкова в палеоценових відкладеннях виявлено скам'янілі залишки Cocculus kanei Шаблон:Heer.
Більшість представників родини — ліани, листопадні або вічнозелені чагарники, лише деякі види — прямостоячі чагарники, маленькі дерева або багаторічні трави.

## Роди
| - Abuta Aubl. - Albertisia Becc. - Anamirta Colebr. - Anisocycla Baill. - Anomospermum Miers - Antizoma Miers - Arcangelisia Becc. - Aspidocarya Hook.f. & Thomson - Beirnaertia Louis ex Troupin - Borismene Barneby - Burasaia Thouars - Calycocarpum (Nutt. ex Torr. & A.Gray) Spach - Carronia F.Muell. - Caryomene Barneby & Krukoff - Chasmanthera Hochst. - Chlaenandra Miq. - Chondrodendron Ruiz & Pav. — Хондродендрон - Cionomene Krukoff - Cissampelos L. - Cocculus DC. — Коккулус - Coscinium Colebr. - Curarea Barneby & Krukoff - Cyclea Arn. ex Wight - Dialytheca Exell & Mendonça - Dioscoreophyllum Engl. - Diploclisia Miers - Disciphania Eichler - Elephantomene Barneby & Krukoff - Eleutharrhena Forman - Fibraurea Lour. - Haematocarpus Miers - Hyperbaena Miers ex Benth. - Hypserpa Miers - Jateorhiza Miers - Kolobopetalum Engl. - Legnephora Miers | - Leptoterantha Louis ex Troupin - Limacia Lour. - Limaciopsis Engl. - Macrococculus Becc. - Menispermum L. типовий - Odontocarya Miers - Orthogynium Baill. - Orthomene Barneby & Krukoff - Pachygone Miers - Parabaena Miers - Penianthus Miers - Pericampylus Miers - Platytinospora (Engl.) Diels - Pleogyne Miers - Pycnarrhena Miers ex Hook.f. & Thomson - Rhaptonema Miers - Rhigiocarya Miers - Sarcolophium Troupin - Sarcopetalum F.Muell. - Sciadotenia Miers - Sinomenium Diels - Sphenocentrum Pierre - Spirospermum Thouars - Stephania Lour. — Стефанія (рослина) - Strychnopsis Baill. - Synandropus A.C.Sm. - Synclisia Benth. - Syntriandrium Engl. - Syrrheonema Miers - Telitoxicum Moldenke - Tiliacora Colebr. - Tinomiscium Miers ex Hook.f. & Thomson - Tinospora Miers - Triclisia Benth. - Ungulipetalum Moldenke |